# Efekt skleněného útesu
Efekt skleněného útesu spočívá v tom, že se ženy dostávají do vedení v době krize, zatímco když firma prosperuje, jsou do vedení naopak jmenováni muži. Ženy pak v důsledku tohoto jevu selhávají a nesou vinu za neúspěch firem. Efekt skleněného útesu se rozšířil např. i do politiky a dalších oblastí.
Výraz pochází z angličtiny (v originále glass cliff effect) a poprvé ho použila profesorka Michelle K. Ryan společně s profesorem Alexem Haslamem na Exeterské univerzitě ve svém výzkumu zahájeném v roce 2003.

## Vznik
Jedním z impulsů k zahájení výzkumu na téma Efektu skleněného útesu byl článek nazvaný: „Women on Board: Help or Hindrance?" (volně přeloženo „Ženy ve vedení: pomoc nebo brzda?“) od Elizabeth Judge. Tento článek poukazuje na fakt, že společnostem se ženami ve vedení se zpravidla daří hůře než těm, jejichž vedení je složeno jen z mužů. Poté dochází k závěru, že ženy ve vedení škodí.
Profesorka Michelle K. Ryan společně s profesorem Alexem Haslamem toto tvrzení zpochybnili a porovnali finanční postavení FTSE 100 firem před a po jmenování muže nebo ženy do vedení. Tyto firmy totiž jmenovaly ženy v případě, že se jim v poslední době nedařilo.
Na základě výsledků této analýzy zjistili, že ačkoliv korelace mezi vedoucími ženami a špatným výkonem firem existuje, tak byla špatně interpretována. Příčina byla zaměněna za následek. Přichází s hypotézou skleněného útesu. Ta vysvětluje, že ženy bývají jmenovány do vedení právě kvůli obtížné situaci společnosti.
Tato teorie je mimo jiné v souladu s výzkumem, který tvrdí, že v čase krize lidé dávají přednost charismatickému vůdcovství (například výzkumy: Bass 1990, Hunt 1991, Pillai 1996 a Weber 1946), které je často spojováno právě s ženami vůdkyněmi. (např. Eagly, 2003)

## Obecný přehled
V politice jsou ženy často nasazovány na místa, kde je buď komplikované mandát získat, nebo jako při „běžném“ skleněném útesu tam, kde se očekávají potíže. I v právnických firmách lze najít známky skleněného útesu. Zde se často projevuje tak, že právním zástupkyním bývají přiděleny případy s nižší pravděpodobností výhry než jejich mužským protějškům.
Koncept skleněného útesu je také používán pro popis diskriminace zaměstnanců, kterou zakusili lídři, kteří jsou součástí menšin, nebo postižení.
Podle průzkumu BBC si 31 % žen a pouze 8 % mužů myslí, že ženy mají méně šancí získat vedoucí pozici než muži, a proto jsou spíše ochotny akceptovat riskantnější pozice, které by obyčejně mužské zájemce odradily. Profesorky Univerzity v Utahu, Ali Cook a
Christy Glass tvrdí, že ženy a menšiny vidí riskantní pracovní nabídky jako
jedinou změnu, které se jim dostane.
V roce 2005 byl projekt profesorů Haslama a Ryan z roku 2003, který se jako první zabýval myšlenkou skleněného útesu a tento jev také pojmenoval, oceněn týdeníkem Times Higher Education jako nejlepší výzkumný projekt roku. 

## Vysvětlení
S problematikou skleněného útesu souvisí „efekt skleněného stropu“. Vědci zjistili, že ženy mají větší šanci prorazit skleněný strop a dostat se do vyšší pozice, pokud firma prochází krizí. Na otázku, proč tomu tak je, se snažily odpovědět profesorka Nyla R. Branscombe z University of Kansas a Susanne Bruckmüller, výzkumná spolupracovnice z University of Erlangen-Nuremberg a provedly 2 experimenty.

### Experimenty

#### První pokus
Pokusu se účastnilo celkem 119 vysokoškolských studentek a studentů. Účastníkům byly předloženy 2 novinové články. V prvním z nich bylo uvedeno, že vedoucí firmy půjde do důchodu, a byl upraven do dvou verzí: v první verzi byla firma vedena mužem, v druhé verzi ženou. Druhý článek popisoval finanční situaci této firmy a také měl dvě verze. V první verzi firma prosperovala, v druhé procházela krizí.
Studenti pak měli zvolit nového vedoucího firmy. V případě prosperující firmy, která byla předtím vedena mužem, hlasovala většina studentů pro muže. V případě, že byla firma původně vedena mužem a procházela krizí, byla studenty zvolena do vedení žena. A nakonec v případě, že byla firma původně vedena ženou a zároveň procházela krizí, hlasovali studenti pro ženu, tedy ve firmě se nic nezměnilo a efekt skleněného útesu se neprojevil.
Tento pokus dokazuje, že v prosperujících firmách vedených muži není potřeba měnit zvyky a dosazovat do vedení ženu. Pouze pokud je firma dovedena mužem do potíží je do vedení dosazena žena, která ponese následky.

#### Druhý pokus
Tohoto pokusu se účastnilo celkem 122 studentů a studentek, kteří si přečetli článek o obchodním řetězci, který byl buď velmi úspěšný, nebo procházel krizí. V obou případech mělo dojít ke změně ve vedení.
Pro pokus byly také připraveny popisy kandidátů na vedení řetězce. Někteří kandidáti měli vlastnosti typicky spojované s ženami, například dobré komunikativní schopnosti a podporu ostatních; další měli vlastnosti stereotypně přisuzované mužům, jako jsou soutěživost a rozhodnost.
Studenti se pak rozhodovali, koho by zvolili do vedoucí pozice. Pokud byla firma úspěšná, většina studentů zvolila kandidáta s mužskými vlastnostmi, zatímco pro firmu procházející těžkým obdobím volili studenti kandidáta s ženskými vlastnostmi.
Tento pokus potvrzuje hypotézu, že obecný přístup lidí k genderu pomáhá vytvářet efekt skleněného útesu.

## Výzkum efektu skleněného útesu
Výzkum efektu skleněného útesu profesorky Ryan a profesora Haslama byl v roce 2008 zařazen mezi 100 nejlepších myšlenek v žebříčku New York Times Magazine. Jejich výzkum byl podporován Evropským sociálním fondem, fondem Leverhulme Trust a Radou ekonomického a sociálního výzkumu (Economic and Social Research Council)
Další oblastí zkoumání jsou ostatní skupiny obyvatelstva, jež jsou ve vrcholových pozicích zastoupeny minoritně, protože efekt skleněného útesu se pravděpodobně nevztahuje pouze na ženy, ale i na tyto zástupce minorit.

## Řešení
Při snaze efektivně zamezit tomuto jevu je důležité nejprve rozšířit uvědomění o jeho existenci do širších základen firem. Zaměstnanci, ale hlavně vedení si musí uvědomit, že není cílem pomoci pár ženám rychle prorazit skleněný strop. To je totiž většinou postaví pouze do velice vratké pozice a často pak bývají zase rychle sesazeny. Dále je dobré sledovat talentované ženy ještě na úrovni nižší, než je vrcholový management. Velmi důležité je také poskytnutí podpory a informací aspoň v takové míře, v jaké by oboje bylo poskytnuto jejich mužským protějškům. Právě nedostatek informací a zdrojů je častým důvodem neúspěchu žen. Diskuze o pozitivech rozmanitosti ve vedení (ale i v celkových pracovních kolektivech) společností, stejně jako o tom, že není možné očekávat "spasení" firmy ženou ve chvílích propadu produktivity, by měla být samozřejmostí.

## Příklady efektu skleněného útesu
- Za český případ skleněného útesu lze považovat nominace Miroslavy Němcové na post premiérky v případě úspěchu strany ve volbách v roce 2013, ve kterých ale strana dle očekávání neuspěla[14]. Poté, ačkoliv Němcová získala druhý nejvyšší podíl preferenčních hlasů po Karlu Schwarzenbergovi[15], ale na předsedkyni strany zvolena nebyla.
- V roce 1998 dal maloobchodník firmy Toys R Us do vedení Asio-Američana Roberta Nakasone, protože čelil četným problémům. Jakmile se ale firma vzchopila, na post vedoucího byl znovu dosazen její bývalý vedoucí, Michael Goldstein.[16] Toto je příklad toho, že skleněný útes se netýká pouze žen, ale i menšin.
- Během finanční krize 2008-2009 byla Erin Callan povýšena na finanční ředitelku (přestože nebyla dostatečně kvalifikována) ve firmě Lehman Brothers. Po necelém roce svého působení (v červnu 2008) rezignovala, a následně v září roku 2008 vyhlásila firma Lehman Brothers bankrot.[17]
- V roce 2014 General Motors povýšili Mary Barra na výkonnou ředitelku a krátce po jejím povýšení bylo množství objednávek odvoláno kvůli závadě. Marry Barra je první ženou, která řídí nadnárodní automobilovou společnost a zatím se zdá že jde o typický příklad efektu skleněného útesu, potvrzují to i profesoři Ryan a Haslam.[18]
- Lynn Laverty Elsenhans se v roce 2008 stala první ženskou ředitelkou ropné společnosti Sunoco potom, co se akcie snížily o 52 %.[18]
- Margaret Thatcher se ocitla na skleněném útesu několikrát. Nejznámější je případ, když byla v roce 1979 zvolena britskou premiérkou v době, kdy Británie procházela těžkým obdobím nezaměstnanosti a recese.[1][19]

## Další překážky
Mezi další efekty a syndromy popisující diskriminaci žen při kariérním postupu patří - mimo již zmíněný skleněný strop - syndrom včelí královny, skleněný výtah neboli eskalátor, gender pay gap (rozdíl mezi výší mezd mužů a žen na stejných pracovních pozicích), tokeni a také sexismus.
Skleněný výtah charakterizuje častý případ mužů na tradičně ženských pozicích, kteří postupují profesně nahoru rychleji, než odpovídá jejich zkušenostem a schopnostem, často na úkor ženských kolegyní.
Jako token se označuje jedinec, který vstoupil do prostředí s výraznou převahou opačného pohlaví. Je vnímán jako zástupce svého pohlaví a čeká se od něj, že bude naplňovat jisté typické představy genderových stereotypů. Takový člověk může reagovat buďto snahou o jejich popření, nebo naopak snahou o jejich úplné naplnění. Obě cesty ale nakonec vedou k potlačení skutečné osobnosti a schopnostem dotyčného, což je pro něj diskriminační.
Syndrom včelí královny popisuje paradox, kdy žena ve vedení je spíše nevýhodou pro ostatní ženy na pracovišti. Dotyčná většinou odmítá uznat existenci jakýchkoli překážek stojícím ženám v cestě. Přitom se ale snaží splynout s mužskými lídry a stojí hlavně o podporu podřízených mužů, přičemž podřízené ženy naopak ignoruje, často kvůli strachu z konkurence.